# NGC 4712
NGC 4712 је спирална галаксија у сазвежђу Береникина коса која се налази на NGC листи објеката дубоког неба.
Деклинација објекта је + 25° 28' 11" а ректасцензија 12h 49m 34,1s. Привидна величина (магнитуда) објекта NGC 4712 износи 12,5 а фотографска магнитуда 13,3. Налази се на удаљености од 91,6000 милиона парсека од Сунца. NGC 4712 је још познат и под ознакама UGC 7977, MCG 4-30-21, CGCG 129-25, KUG 1247+257A, IRAS 12471+2544, PGC 43368.